# Die Mayrhofner
Die Mayrhofner (tidigare Original Mayrhofner Trio) är en österrikisk folkmusikgrupp från Mayrhofen i Zillertal. Gruppen startade 1997.

## Gruppmedlemmar
- Erwin Aschenwald: sång, fiol, munspel
- Erwin Aschenwald junior: sång, munspel, klaviatur
- Thomas Partl: gitarr
- Michael Aschenwald: trummor
- Tom Rieser: bas

## Diskografi i urval
- Halli Galli (2000)
- Weihnacht (2000)
- Zugabe!!! (2001)
- Hooo Ruck! (2001)
- Hollawax! (2001)
- Hoam zu dir (2001)
- Schnurrbart Original (2001)
- Ruf der Berge (2002)
- Das Beste (2003)
- Ohne Volksmusik geht gar nix (2003)
- Papa, lass d'Mama nit weinen (2003)
- Gold-Edition (2003)
- Massai in Lederhose (2005)
- Live (2006)
- Für einen Tag Tiroler sein (2006)
- Mutter Thereza (2007)
- Tiroler-Steirer Musimix (Die 4 Holterbuam & Die Mayrhofner) (2008)
- Tiroler Weihnacht (2008)
- Mit Schnurrbart, Hut und Geige (2009)